# Ernest-Louis de Hesse
Pour les articles homonymes, voir Ernest-Louis de Hesse-Darmstadt.
Ernest-Louis de Hesse-Darmstadt, né le 25 novembre 1868 à Darmstadt et mort le 9 octobre 1937 au château de Wolfsgarten (Langen), est le dernier grand-duc de Hesse. Il était également général d'infanterie dans l'armée allemande et un mécène avisé.

## Famille
Fils du futur grand-duc Louis IV de Hesse et de Alice du Royaume-Uni, il est le premier garçon après trois filles. Sa naissance, qui assure la continuité de la maison de Hesse, est particulièrement fêtée. Un petit frère suivra, ainsi que deux sœurs. Les princes et princesses de Hesse étaient, comme leurs cousins germains le Kaiser Guillaume II, le roi George V du Royaume-Uni, le duc Charles-Édouard de Saxe-Cobourg et Gotha, la reine Maud de Norvège, la reine Margaret de Suède, la reine des Hellènes Sophie, la reine Victoria-Eugénie d'Espagne, la reine Marie de Roumanie (qui sera également sa belle-sœur) ainsi que la duchesse Charlotte de Saxe-Meiningen, un des très nombreux petits-enfants de la reine Victoria, qui s'occupa particulièrement de ses petits-enfants hessois. Il sera également le beau-frère du tsar Nicolas II et un grand-oncle du prince Philip Mountbatten, qui épousera en 1947 la future reine Élisabeth II du Royaume-Uni.
En 1894, selon la volonté de sa grand-mère, il épousa sa cousine germaine Victoria-Mélita de Saxe-Cobourg-Gotha (1876-1936). Le couple divorcera le 21 décembre 1901 (la grande-duchesse se remariera en 1905 avec le grand-duc de Russie Cyrille Vladimirovitch). De cette union naquirent :
- Élisabeth (1895-1903) ;
- un fils mort-né (1900).

En 1905, il se remaria avec Éléonore de Solms-Hohensolms-Lich (1871-1937). De cette union naquirent :
- Georges (1906-1937), en 1931, il épousa Cécile de Grèce (1911-1937) — tous deux sont décédés avec leurs deux fils en 1937 dans un accident d'avion ;
- Louis (1908-1968) qui épousa en 1937 Margaret Campbell-Geddes.

## Biographie

### Enfance de Louis V de Hesse
Le prince était âgé de cinq ans lorsque son jeune frère Frédéric dit Frittie décéda d'une hémorragie : les deux jeunes garçons jouaient dans la chambre à coucher de leur mère, lorsque le petit Frédéric tomba d'une fenêtre ouverte sur un balcon en contrebas. Le jeune Frédéric semblait seulement secoué ; mais son entourage s'aperçut d'un saignement à la tête. Il entra dans le coma et décéda l'après-midi même. Frédéric de Hesse était hémophile (un gène transmis par sa mère et sa grand-mère maternelle la reine Victoria du Royaume-Uni). Le jeune Ernest-Louis fut durablement marqué par le décès de son frère.
En 1877, la mort de son grand-père, le prince Charles de Hesse-Darmstadt puis de son grand-oncle, le grand-duc Louis III, portèrent son père sur le trône de Hesse. À 9 ans, Ernest-Louis devient grand-duc héritier.
En 1878, une épidémie de diphtérie frappa le grand-duché. Le grand-duc Louis IV et tous ses enfants — excepté Élisabeth — tombèrent malades. La grande-duchesse Alice apporta ses soins à ses enfants et à son mari. Cependant, le 15 novembre 1878, Marie décéda. La grande-duchesse cacha cette mort à sa famille pendant plusieurs jours, jusqu'au moment où le jeune Louis demanda des nouvelles de sa sœur. Le petit prince, qui avait dix ans, fut profondément affecté par la mort de sa sœur. Sa mère le consola de son mieux et ne put s'empêcher de l'embrasser ; l'enfant lui transmit sa maladie. La grande-duchesse succomba le 14 décembre 1878 à l'âge de 35 ans. Ernest-Louis, comme sa sœur Alix, en resta inconsolable.

### Mariages

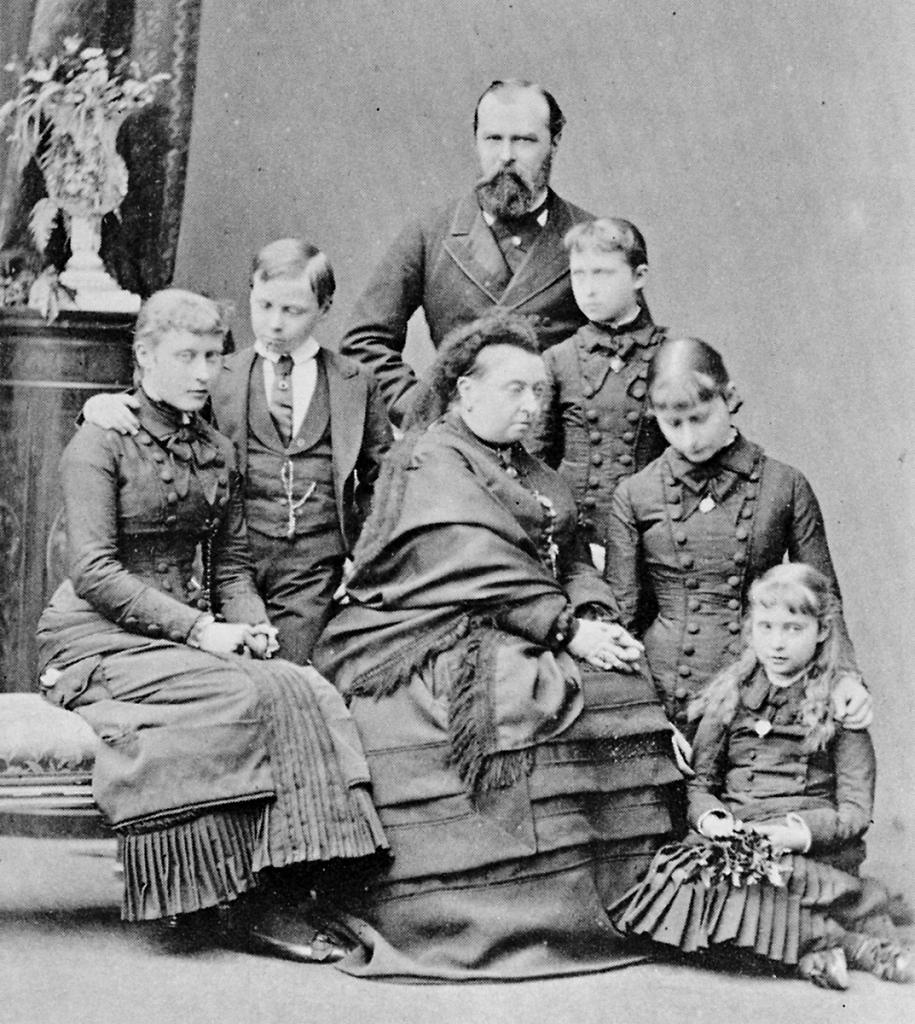
En deuil de leur mère, les princes et princesses de Hesse avec leur père et leur grand-mère maternelle la reine Victoria du Royaume-Uni, impératrice des Indes (1878).
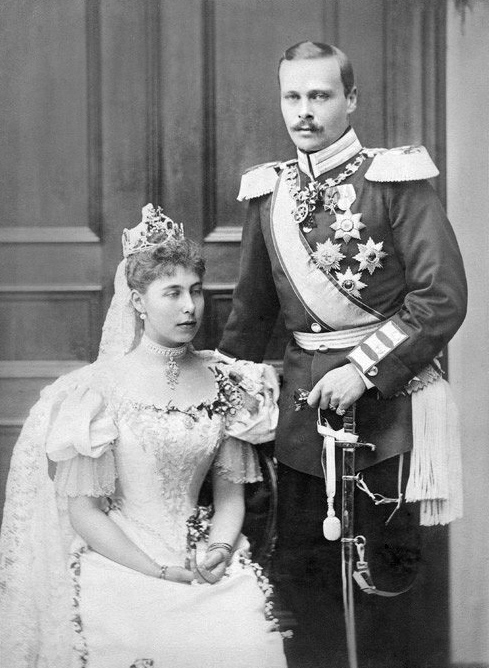
Le grand-duc et son épouse le jour de leur mariage (1894).
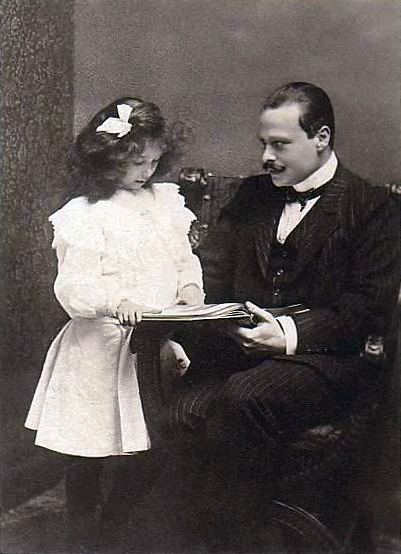
Le grand-duc de Hesse et sa fille Élisabeth (1905)
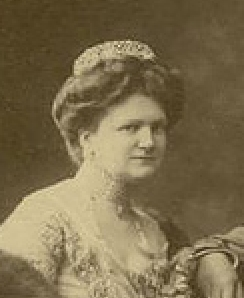
La seconde épouse du grand-duc, princesse Éléonore de Solms-Hohensolms-Lich
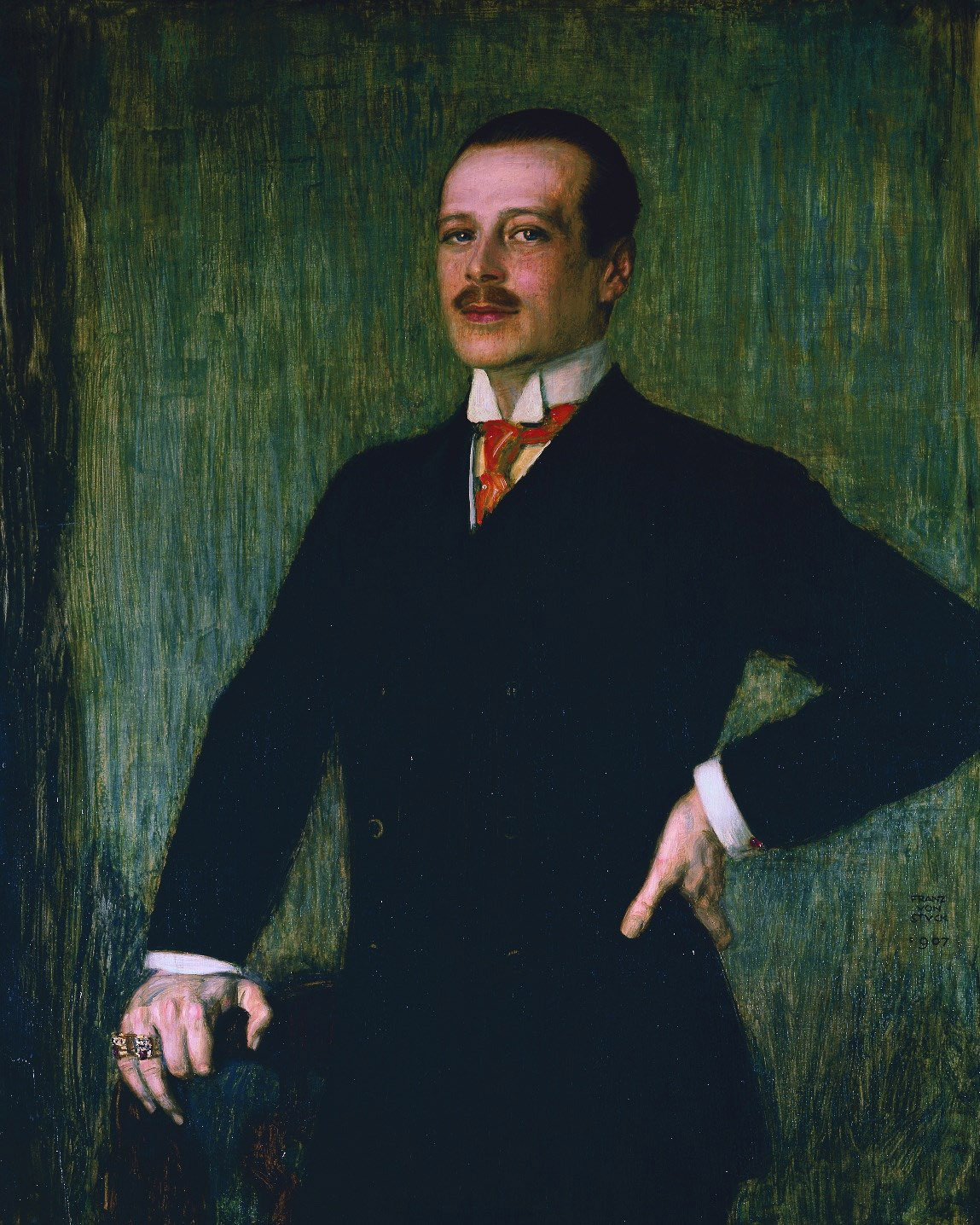
Ernest-Louis de Hesse-Darmstadt. Portrait par Franz von Stuck, 1907.

En 1894, également, cédant au désir de leur grand-mère mutuelle, la reine Victoria du Royaume-Uni, Ernest-Louis de Hesse, devenu grand-duc à la mort de son père deux ans plus tôt, épousa sa cousine Victoria-Mélita de Saxe-Cobourg-Gotha, fille d'Alfred Ier, duc de Saxe-Cobourg-Gotha, un frère de sa mère. Les noces devaient également être l'occasion d'un évènement politique d'importance : la demande en mariage de la sœur cadette d'Ernest-Louis, Alix, par le tsarévitch Nicolas. Ce secret de polichinelle éclipsa les mariés.
Dès l'année suivante naquit une petite fille prénommée Élisabeth.
Cependant, cette union fut malheureuse, le grand-duc étant homosexuel. Une plaisanterie courait d'ailleurs à ce sujet à Berlin : pour avoir de l'avancement dans l'armée hessoise, il fallait passer par la chambre à coucher d'Ernest-Louis. De plus, à plusieurs reprises, Victoria-Mélita surprit son mari dans les bras d'officiers ou de majordomes dans leur chambre à coucher.
La préférence innocemment affichée par la petite Élisabeth pour son père était un sujet de fâcheries pour le couple.
Dès 1897, la grande-duchesse voulait divorcer mais en raison de la présence de leur fille, la reine Victoria s'y opposa. En 1900 naquit un fils qui ne vécut pas et les époux se séparèrent au grand dam de leur famille. La reine Victoria s'éteignit en janvier 1901 et dès le 21 décembre 1901 le couple avait divorcé. En 1905, Ernest-Louis de Hesse se remaria avec Éléonore de Solms-Hohensolms-Lich avec qui il eut deux fils.
La même année, Victoria-Mélita se remaria au grand-duc Cyrille Vladimirovitch de Russie. Le tsar Nicolas II déclara que la mort eut été préférable à un divorce et tous deux furent exclus de la maison impériale russe.

## Vie militaire
Lors de la Grande Guerre, Ernest-Louis de Hesse servit dans l'armée impériale, apportant ses soins aux blessés. Il essaya en vain d'utiliser ses relations familiales avec le tsar pour rétablir la paix avec la Russie.

## L'après-règne
À la suite de la défaite allemande lors de la Grande Guerre, Ernest-Louis de Hesse abdiqua le 12 novembre 1918, mais il lui fut permis de demeurer dans son palais.
Le nazisme trouva en lui un adversaire résolu.
Il s'éteignit à Schloß Wolfsgarten près de Darmstadt en 1937. Bien que ne régnant plus depuis près de vingt ans, des funérailles officielles furent célébrées le 16 novembre 1937. Il fut inhumé à Rosenhöhe, crypte où sont enterrés les membres de la maison de Hesse-Darmstadt.

### Les arts
Toute sa vie, le grand-duc Ernest-Louis de Hesse se passionna pour les arts, et fut lui-même auteur de poésies, de jeux, d'essais et de compositions pour le piano.
En 1897, il fit reconstruire le château de Darmstadt pour s'y établir avec sa famille.
Après de nombreux voyages en Angleterre, il s'efforça de diffuser le Jugendstil (Art nouveau) en Allemagne à partir de 1899. Il nomma sept jeunes artistes à Darmstadt et fonda la Colonie d'artistes Mathildenhöhe. En 1901 sous sa direction, une exposition d'œuvres d'art fut mise en place à Darmstadt par les artistes de la Mathildenhöhe. Ernest-Louis espérait surtout que cette exposition aurait une influence dans les domaines de l'industrie, de l'artisanat et de l'art appliqué. L'exposition fut un succès à l'étranger. En 1907, il créa une entreprise de presse afin d’« encourager la publication de livres ». En parallèle, il ouvrit son propre musée de porcelaine à Darmstadt.
En 1917, il publia un livre intitulé Pâques, un mystère sous le nom d'emprunt de K.E. Ludhart. En 1918, il fonda la « société des amateurs du livre de Hesse » et organisa un musée de la Chasse au château de Kranichstein.
En 1920, il créa l' « école de la sagesse » et nomma Hermann von Keyserling (1880-1946) directeur adjoint.

## Les héritiers d’Ernest-Louis de Hesse
Pourtant, la mort et le sentiment de culpabilité continuaient de rôder dans l’entourage du grand-duc.
En 1905, son beau-frère, Serge Alexandrovitch de Russie mourut victime d’un attentat. Sa veuve, Élisabeth de Hesse-Darmstadt, prit le voile avant de périr assassinée par les bolcheviks en 1918. Elle sera canonisée en 2000 par l’Église orthodoxe russe.
Comme leur mère, sa sœur Irène transmit à deux de ses fils le gène de l’hémophilie. Pendant la guerre, le cœur de cette princesse était déchiré par le conflit qui opposait ses deux beaux-frères, le Kaiser et le tsar.
La tsarine Alix transmit elle aussi le gène de l’hémophilie à son fils unique, le tsarévitch Alexis Nikolaïevitch de Russie. Après l’abdication du tsar, son mari, Alix et sa famille furent assassinés par les bolcheviks en juillet 1918.
Malgré ses tragédies, le souhait qu’avait formulé le grand-duc dans son enfance de « ne pas mourir seul » fut exaucé, mais le sort s’acharnait sur la maison de Hesse-Darmstadt : peu de temps après le décès du grand-duc, son fils cadet Louis devait épouser en Angleterre Margaret Campbell Geddes. Georges, le fils aîné, et sa famille prirent l'avion pour se rendre au mariage. Près d'Ostende, l'avion heurta une cheminée, prit feu et s'écrasa. Il est également possible que cet accident ait été prémédité par les nazis. Georges de Hesse, son épouse, née Cécile de Grèce (sœur de Philip Mountbatten, futur duc d'Édimbourg lui-même petit-neveu du feu grand-duc), leurs deux enfants Ludwig et Alexander, la grande-duchesse douairière Éléonore de Solms-Hohensolms-Lich, la nurse des enfants et un ami de la famille périrent dans l'accident. La princesse Cécile était enceinte de son quatrième enfant, l'enfant mort-né fut retrouvé parmi les victimes.
Un seul enfant de Georges et de Cécile de Hesse était absent. Il s'agissait de la petite Johanna Marina qui n'avait que quelques mois. Celle-ci fut adoptée par son oncle Louis et sa tante Margaret mais mourut d'une méningite en 1939 à l'âge de 2 ans.
Ludwig et Margaret de Hesse-Darmstadt n'eurent pas d'enfants.
Ernest-Louis de Hesse appartenait à la branche de Hesse-Darmstadt. Cette seconde branche est issue de la première branche de la maison de Hesse, elle-même issue de la première branche de la maison de Brabant.